# Retorn al paradís (pel·lícula de 1998)
Retorn al paradís  (títol original: Return to Paradise) és una pel·lícula estatunidenca dirigida per Joseph Ruben l'any 1998. Es tracta del remake americà del film francès Força major de Pierre Jolivet (1989), amb Patrick Bruel, François Cluzet i Kristin Scott Thomas. Ha estat doblada al català.

## Argument
John Volgecherev anomenat « Xèrif », Tony i Lewis, tres estudiants americans, fan amistat en el transcurs d'un viatge a Malàisia. Xèrif i Tony tornen a Nova York, deixant Lewis allà. Dos anys més tard, s'assabenten de la detenció de Lewis, agafat per la policia poc temps després de la seva marxa. Li van  trobar el haixix que els seus amics havien abandonat. Condemnat a mort, Lewis ha esgotat tots els recursos. Serà executat en una setmana si « Xèrif » i Tony no accepten lliurar-se a les autoritats per assumir el seu crim i purgar tres anys de presó.

## Repartiment
- Vince Vaughn: John « Xèrif » Volgecherev
- Anne Heche: Beth Eastern
- Joaquin Phoenix: Lewis McBride
- David Conrad: Tony Croft
- Vera Farmiga: Kerrie
- Nick Sandow: Ravitch
- Jada Pinkett Smith: M. J. Major
- Elizabeth Rodriguez: Gaby, ex-xicota de « Xèrif »
- David Zayas: el contramestre
- Raymond J. Barry: M. Volgecherev, el pare de « Xèrif »
- Curzon Dobell: el client drogat de « Xèrif »

## Crítica
- Inquietant, terrible i commovedor drama moral ambientat en l'exòtica Malàisia"[2]
- "Drama que manté el suspens amb certa eficiència"[3]